# Quentovic

Die Ausdehnung des Frankenreichs 481 bis 814

Quentovic (gebildet aus Quentia und vicus) war Münzplatz und der wichtigste mittelalterliche Hafen in Nordfrankreich sowie vom 7. bis 9. Jahrhundert neben Dorestad in den Niederlanden einer der wichtigsten fränkischen Seehäfen im Norden. Quentovic war zudem eine wichtige Zwischenstation auf dem Pilgerweg von England nach Rom. Es befand sich auf dem Gemeindegebiet von La Calotterie im Département Pas-de-Calais.

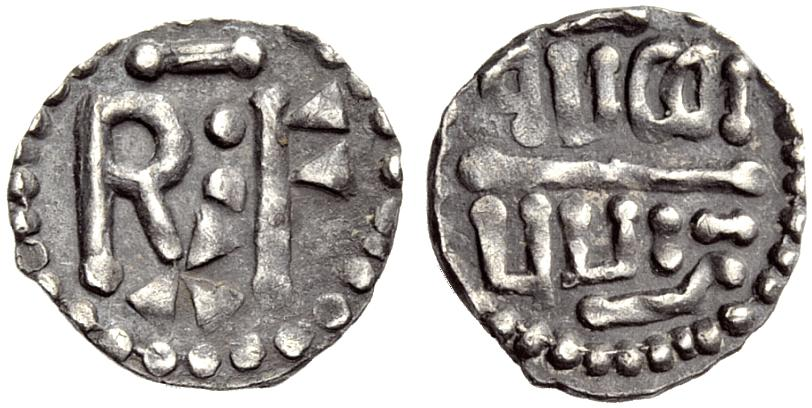
Münze Pippins (von 754 und 768) aus Quentovic

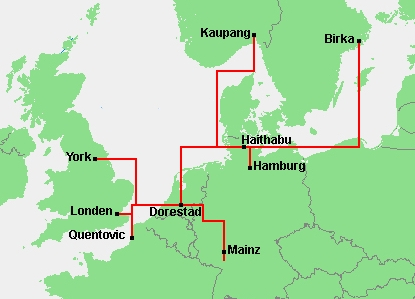
Die wichtigen Handelsrouten

Der Ortsname bedeutet „Siedlung an der Canche“. Die Canche (lat. Quentia) ist ein kleiner Fluss mit einem Ästuar, etwa 29,0 Kilometer südlich von Boulogne-sur-Mer. 
Die Historiker hatten lange geglaubt, dass Quentovic nach der Zerstörung des Hafens durch die Wikinger im Jahre 842 verlassen wurde. Die Entdeckung des Münzschatzes von Fécamp im Jahre 1963 widerlegte die These und zeigte, dass Quentovic in den ersten beiden Dritteln des 10. Jahrhunderts weiter als Münzort existierte. Eine Erklärung für das spätere Verschwinden des Ortes ist die Versandung des Canche-Ästuars. Es ist auch möglich, dass das Wachstum von Montreuil den Untergang von Quentovic mit ausgelöst hat.
Nach dem geschichtlich überlieferten Ort wurde lange gesucht, verschiedene Orte wurden als Standort vorgeschlagen. 1985 stellten Archäologen die These auf, dass der Standort in der Nähe von Montreuil liege. Die erfolgte Ausgrabung deckt einen Zeitraum von 7. bis 11. Jahrhundert ab und belegt weite Einfuhren. Sie belegt auch die Keramikherstellung, textile Arbeiten, Glas- und Metallverarbeitung sowie Knochen- und Geweihverarbeitung am Ort. 
2009 wurden bei Ausgrabungen am Chemin de Visemarais in La Calotta auf einer Fläche von 1,5 Hektar über tausend Strukturen aus dem Hochmittelalter entdeckt. Außerdem wurden 30.000 Fragmente von Säugetieren gefunden, die Rückschlüsse auf die Ernährung der Einwohner zulassen. Sie aßen viel Rind- und Ziegenfleisch. Es gab keine Fischerei im großen Stil. Bei den wenigen Überreste von Fischen handelt es sich um Exemplare, die an der Küste oder im Bereich des Ästuars gefangen wurden.
Das „archäologische Museum Quentovic“ in Étaples befasst sich mit dem Ästuar der Canche von der Urgeschichte bis zum Hochmittelalter.